# Wipperoen
Wipperoen is een Nederlandse stripreeks geschreven door Jan van Reek en getekend door Raymond Bär van Hemmersweil. Later zette Bär de reeks alleen verder.

## Inhoud
De strip Wipperoen gaat over het gelijknamige duinkonijn dat allerlei avonturen beleeft met zijn vrienden. Het speelt zich af in de duinen. De strip is vrij kinderlijk.

## Publicatiegeschiedenis
De strip verscheen vanaf 1961 in de krant Algemeen Handelsblad. Het verscheen als opvolger van de strip Holle Pinkel. Jan van Reek en Raymond Bär van Hemmersweil bedachten samen de verhalen en tekenden de schetsen. Vervolgens werkte Van Reek de tekst af en Bär inktte de tekeningen. De strip verscheen ook in de plaatselijke krant Dagblad voor Noord-Limburg. Aanvankelijk was het een tekststrip, maar op een gegeven moment stopte Van Reek wegens een ziekte met deze strip. Hierop zette Bär nog enkele jaren de reeks verder met tekstballons. Deze ballonstrips verschenen in de krant De Telegraaf en werden geschreven en getekend door Bär.
De strip verscheen ook in verscheidene bladen waaronder Televizier. Daarnaast verscheen Wipperoen ook in buitenlandse kranten uit België, Frankrijk, Spanje, Portugal, Griekenland en Zuid-Afrika. Zo verscheen de strip onder andere in de kranten Het Laatste Nieuws, Cape Town Argus en La République du Centre.

## Verhalen

### Tekststrips
Onderstaande tekststrips verschenen in het Algemeen Handelsblad van 1961 tot 1972. Ze werden geschreven door Jan van Reek en getekend door Raymond Bär van Hemmersweil.
1. Het duinkonijn (72 afl.)
2. De babbeloezer (74+1 afl.)
3. De winterdroom (72 afl.)
4. De wonderschelp (72 afl.)
5. De poffertjes (74 afl.)
6. De duinschat (74+1 afl.)
7. Het winterwortelplan (74 afl.)
8. De klapwieker (74 afl.)
9. Het goudenbergenland (74 afl.)
10. De duinendief (ca.75 afl.)
11. De ijsbrommers (ca.75 afl.)
12. De hoge oom (76 afl.)
13. De ongeluksvogel (72 afl.)
14. De zwerfzwabbers (75 afl.)
15. Het land van zand (74+2 afl.)
16. Het gestolen avontuur (74 afl.)
17. Als proefkonijn (75 afl.)
18. Het kruidje van geluk (ca.75 afl.)
19. De geheime boodschap (ca.75 afl.)
20. De hulpgraaf (66 afl.)
21. Het grote zandplan (74 afl.)
22. De borzels (ca. 77 afl.)
23. De winterkrant (75 afl.)
24. De knarswieler (77 afl.)
25. De boefzoekers (74 afl.)
26. De knalbalclub (79 afl.)
27. De koekeloer (76+1 afl.)
28. De schat van woeste Pier (77 afl.)
29. De wonderpop (72 afl.)
30. De werklanders (78 afl.)
31. De speursnavel (77 afl.)
32. Het geheim van de Kinkhoorn (84 afl.)
33. Het rinkelplan (82 afl.)
34. De miezelmuizen (82+3 afl.)
35. De witte woggels (74 afl,)
36. De helperijreis (82 afl.)
37. De dokter Kerriekuur (77 afl.)
38. Het wilde wonderland (80+1 afl.)
39. De slaapwakers 80 afleveringen.
40. De opperduiner 82 afleveringen.
41. Het vergeten geheim 77 afleveringen.
42. De dappere club 75 afleveringen.
43. De sneeuwsnoevers (ca.75 afl.)
44. De kwaduiten (ca.75 afl.)
45. Het dappere boekje (45 afl.)

### Ballonstrips
Onderstaande ballonstrips verschenen in De Telegraaf van 1972 tot 1974. De verhalen werden geschreven en getekend door Raymond Bär van Hemmersweil.
1. De geldzaag (95 afl.)
2. De Koekeloer (60 afl.)
3. De Momspieders (105 afl.)
4. De Dikbulkers (100 afl.)
5. De Stummels (97+2 afl.)
6. Het zeeroversboek (104 afl.)
7. Het weerwonder (108 afl.)

### Albums

#### Van Goor
Enkele verhalen werden in boekvorm uitgegeven bij Van Goor.
- De babbeloezer (1963)
- De winterdroom (1963)
- De wonderschelp (1963)
- De poffertjes (1963)

#### Wolters-Noordhoff
Enkele verhalen werden uitgegeven bij Wolters-Noordhoff.
- De zwerfzwabbers (1970)
- Het land van zand (1970)
- De ongeluksvogel (1971)
- Als proefkonijn (1971)
- Het kruidje van geluk (1972)
- De geheime boodschap (1972)

## Prijs
In 2006 kregen Van Reek en Bär van Het Stripschap de Bulletje en Boonestaak Schaal voor hun bijdragen aan het Nederlandse beeldverhaal. Ook Willy Lohmann en Jan van Haasteren kregen dat jaar die prijs.

## Trivia
- In 1970 wilde Toonder Studio's een animatieserie maken gebaseerd op deze stripreeks. Bij een brand ging het materiaal echter verloren en het project kostte te veel. Hierdoor werd dit project geannuleerd.[2]